# The Caine Mutiny Court-Martial
The Caine Mutiny Court-Martial är en amerikansk krigs- och dramafilm som hade premiär på Venedig filmfestival den 3 september 2023. Filmen som är regisserad av William Friedkin som även skrivit filmens manus är baserad på Herman Wouks roman The Caine Mutiny från 1952.

## Handling
Filmen kretsar kring en sjöofficer som står inför rätta för myteri efter att han tagit kontroll över skeppet då han ansåg kaptenen utsatte fartyget och besättningen för fara.

## Rollista (i urval)
- Kiefer Sutherland - Queeg
- Jason Clarke - Greenwald
- Jake Lacy - Maryk
- Monica Raymund - Challee
- Lewis Pullman - Keefer
- Jay Duplass - Alan Bird
- Tom Riley - Keith
- Lance Reddick - Blakely
- Dale Dye - R. T. Dewey